# Giairo Ermeti
Giairo Ermeti (nascido em 7 de abril de 1981 em Rottofreno, na  província de Placência, em Emília-Romanha) é um ciclista italiano, profissional de 2005 a 2013.

## Palmarés em estrada

### Palmarés amador
- 1998
  - 3.º do Troféu Buffoni
- 1999
  - Troféu Guido Dorigo
- 2000
  - Coppa Ardigò
- 2002
  - Grande Prêmio Ezio do Rosso
  - 2.º do Giro del Casentino
  - 2.º do Giro del Mendrisiotto
  - 3.º da Giro de Lombardia  amadores
  - 3.º do Grande Prêmio Waregem
  - 3.º da Giro de Emília amadores
- 2003
  - Memorial Gigi Pezzoni
  - Troféu Angelo Schiatti
    - 3. ª etapa da Giro Frioul-Véneto julienne

  - Grande Prêmio Somma
  - 3.º do Grande Prêmio Istria 1
  - 3.º do campeonato da Itália da contrarrelógio esperanças
- 2004
  -  Campeão de Itália em estrada aficionada
    - 1.ª etapa da Volta a Lérida

  - Giro do Valdarno
  - Giro de Lombardia aficionados
  - 2.º do Grande Prêmio San Giuseppe
  - 2.º de Florence-Viareggio
  - 2.º do Grande Prêmio Ezio do Rosso
  - 3.º da Coppa Apollo 17
  - 3.º do Freccia dei Vini

### Palmarés profissional
- 2006
  - Giro del Lago Maggiore
- 2009
  -     - 1.ª etapa da Semana Lombarda (contrarrelógio por equipas)
- 2010
  - 2.º do Grande Prêmio Indústria e Commercio Artigianato Carnaghese

### Resultados na a Giro d'Italia
4 participações
- 2008 : 83.º
- 2009 : 138.º
- 2011 : 144.º
- 2013 : 151.º

### Classificações mundiais
}
| Ano             | 2005   | 2006  | 2007  | 2008  | 2009  | 2010  | 2011 | 2012  |
| UCI Europe Tour | 1 036. | 165.º | 553.º | 378.º | 1 128 | 206.º |      | 746.º |

## Palmarés em pista

### Campeonatos mundiais
- Apeldoorn 2011
  - 15.º da perseguição por equipas
  - 16.º da perseguição individual

### Campeonato da Itália
- 2007
  -  Campeão de Itália de perseguição
  -  Campeão de Itália de perseguição por equipas (com Claudio Cucinotta, Matteo Montaguti e Alessandro De Marchi)
  -  Campeão de Itália do scratch
- 2011
  -  Campeão de Itália de perseguição por equipas (com Omar Bertazzo, Matteo Montaguti e Filippo Fortin)
  -  Campeão de Itália do omnium